# توني مارتن (لاعب كرة قدم نيوزلندي)
توني مارتن (بالإنجليزية: Tony Martin)‏ هو لاعب كرة قدم نيوزلندي، ولد في 7 أكتوبر 1978 في جلادستون في أستراليا. لعب مع ويكفيلد ترنيتي ‏.